# Onycodes
Onycodes là một chi bướm đêm thuộc họ Geometridae.